# Shannonomyia evanescens
Shannonomyia evanescens är en tvåvingeart som beskrevs av Alexander 1978. Shannonomyia evanescens ingår i släktet Shannonomyia och familjen småharkrankar.
Artens utbredningsområde är Ecuador. Inga underarter finns listade i Catalogue of Life.